# Aeroportul Kerch
Aeroportul Kerch (IATA: KHC, ICAO: UKFK) este un aeroport din Kerci, Republica Autonomă Crimeea, Ucraina.
Situat la o altitudine de 52 m, aeroportul dispune de o singură pistă.